# Durostor (Schiff, 1911)
Die Durostor war ein 1911 gebautes Frachtschiff, das bis 1914 als russische St. Petersburg fuhr und dann nach Rumänien verkauft wurde. Im Ersten Weltkrieg diente es als Transporter in der russischen Marine und fuhr ab 1918 wieder als Frachtschiff in Rumänien. Im Zweiten Weltkrieg nutzte die rumänische Marine das Schiff als Minenleger, ab 1941 wurde es von der deutschen Kriegsmarine als Transporter gechartert und im Mai 1944 von sowjetischen Bombern versenkt. Der Name des Schiffes stammt von dem 1938 abgeschafften gleichnamigen Kreis an der bulgarischen Grenze.

## Bau und technische Daten
Das Schiff wurde auf der Werft Kjøbenhavns Flydedok & Skibsværft A/S von Burmeister & Wain in Kopenhagen unter der Baunummer 89 auf Kiel gelegt. Der Stapellauf fand im Mai 1911 unter dem Namen St. Petersburg statt, die Fertigstellung erfolgte ebenfalls noch 1911.
Ihre Länge betrug 66,14 Meter über alles, sie war 10,36 Meter breit und wies einen Tiefgang von 4,90 Metern auf. Sie war mit 1309 BRT bzw. 764 NRT vermessen und hatte eine Tragfähigkeit von 1395 tdw. Der Antrieb bestand aus einer Dreifach-Expansionsmaschine, deren Leistung 800 PS betrug. Diese wirkte auf eine Schraube, das Schiff erreichte eine Geschwindigkeit von 12,0 Knoten. Statt einer Bewaffnung trug sie als Minenleger lediglich eine nicht näher genannte Anzahl von Minen.

## Geschichte

### Bis zum Ende des Ersten Weltkrieges
Nach Ablieferung der Werft wurde die St. Petersburg in St. Petersburg als Heimathafen registriert und wurde von der „Russian East Asiatic S.S. Co. Ltd.“ – einer 1899 gegründeten Tochterfirma der dänischen Det Østasiatiske Kompagni – von 1911 bis 1914 im Frachtverkehr eingesetzt. Schon 1914 verkaufte die Reederei das Schiff an die „Baltic Line“, diese wiederum noch im gleichen Jahr an die rumänische Staatsreederei Serviciul Maritim Român (S.M.R.). Dort erhielt es den Namen Durostor.
Mit dem Kriegseintritt Rumäniens auf Seiten der Entente stellte die rumänische Regierung die Durostor der russischen Marine zur Verfügung – im gleichen Rahmen, wie sie auch andere Schiffe (Romania, Regele Carol I und weitere) Russland überließ. Die russische Marine verwendete das Schiff für Transportaufgaben im Schwarzen Meer. 1918 kehrte das Schiff in seinem rumänischen Heimathafen Konstanza zurück.

### Zwischenkriegszeit und Zweiter Weltkrieg
Nach Ende des Ersten Weltkrieges setzte die Reederei Serviciul Maritim Român die Durostor wieder im Frachtverkehr ein. Angesichts der sowjetischen Ansprüche auf Bessarabien erklärte Rumänien im März 1939 die Teilmobilmachung und sah für die Durostor den Umbau zum Minenschiff vor. Dieser Umbau soll zwar nicht umgesetzt worden sein, dennoch setzte die rumänische Marine das Schiff zum Legen von Minensperren ein. Dabei trug sie keine Bewaffnung, sondern nur eine nicht näher genannte Anzahl von Minen.
Nach dem sowjetischen Ultimatum vom 26. Juni 1940 an Rumänien, Bessarabien, die nördliche Bukowina und das Herza-Gebiet abzutreten, entschied die rumänische Marine, in der Donaumündung Minensperren zu legen und damit die sowjetische Marine fernzuhalten. Die erste Minensperre wurde vom 30. Juni bis zum 3. Juli 1940 in der Nähe von Sulina gelegt. Beteiligt waren neben der Aurora auch die Durostor. Eine weitere Minensperre bei Sulina folgte im Januar 1941, bei der das Minensuchboot Remus Lepri auf eigene Minen lief und gesunken ist.
Zum Zeitpunkt des Kriegseintritts Rumäniens auf Seiten der Achsenmächte im Juni 1941 gehörte die Durostor zusammen mit dem Minenleger Amiral Murgescu zur 4. (Minenleger-)Gruppe. Weitere Einsätze der Durostor als Minenschiff sind nicht überliefert; das Schiff soll als Reserve vorgehalten worden sein. Bei den Einsätzen der Durostor hatte sich herausgestellt, dass das Deck des Schiffes für ein Minenschiff ungeeignet war. Die letzte Nennung als „Minenleger“ stammt aus dem Kriegstagebuch der deutschen Marinemission Rumänien vom 1. August 1941, als die Durostor bei einem sowjetischen Luftangriff schwer beschädigt wurde.
Noch im Jahr 1941 kehrte die Durostor zur Handelsflotte zurück und wurde für Transportaufgaben an die deutsche Kriegsmarine verchartert. Erwähnt wird sie bei einem Geleit des Minenlegers Amiral Murgescu am 1./2. November 1942, der die beiden Schiffe Danubius und Durostor zwischen Kap Tendra und Sfântu Gheorghe sicherte. Wenige Wochen später, am 17. Dezember 1942, wurde die Durostor Ziel eines sowjetischen U-Boot-Angriffes: Östlich von Tuzla torpedierte das Boot M-62 den Konvoi mit der Durostor. Beide abgeschossenen Torpedos verfehlten jedoch das Ziel.
Erst mit Räumung der Krim in den Monaten April und Mai 1944 taucht die Durostor kurz vor ihrem Untergang wieder in den Quellen auf: Die Durostor war eines der zahlreichen Schiffe, die den deutsch-rumänischen Transporten zwischen der eingeschlossenen Festung Sewastopol auf der Krim und Konstanza angehörte. Dabei wurde das Schiff am 12. Mai 1944 bei einem Angriff von zwölf sowjetischen Petljakow Pe-2-Bombern durch Bomben versenkt.